# Діану
Діану (рум. Dianu) — село у повіті Вилча в Румунії. Входить до складу комуни Строєшть.
Село розташоване на відстані 184 км на північний захід від Бухареста, 33 км на захід від Римніку-Вилчі, 85 км на північ від Крайови, 144 км на південний захід від Брашова.

## Населення
За даними перепису населення 2002 року у селі проживали 596 осіб, усі — румуни. Усі жителі села рідною мовою назвали румунську.